# Еммерік Актон
Еммерік Актон (італ. Emmerik Ruggero Acton або Ruggero Emerich Acton, 16 серпня 1834 року, Неаполь - 10 липня 1901 року, Неаполь) - італійський адмірал, учасник битви біля Лісси.

## Біографія
Еммерік Актон народився 16 серпня 1834 року в Неаполі, у шляхетній родині з давніми морськими традиціями. Його дядько, Джон Актон, був командувачем флоту Неаполітанського королівства. Батько, Карло Актон, був бригадним генералом флоту Бурбонів. Брати Фердінандо і Гульєльмо були видатними морськими офіцерами, згодом міністрами Військово-морського флоту Італії. Сестра Лаура була одружена з Марко Мінгетті, який двічі обіймав посаду прем'єр-міністра Італії.
Еммерік Актон у 1851 році вступив на службу у флот Королівства Обох Сицилій як гардемарин. У 1859 році отримав звання лейтенанта. проте того ж року був звільнений зі служби за свої політичні погляди - він був прихильником об'єднання Італії.
Він перейшов на службу у флот Сардинського королівства. У 1860 році брав участь в облозі Гаети, за що був удостоєний звання Кавалера Савойського військового ордена.
У битві біля Лісси 20 липня 1866 року Еммерік Актон був помічником капітана броненосця «Ре ді Портогалло». Під час битви він був поранений у голову, але продовжував участь у битві. За це був удостоєний звання Офіцера Савойського військового ордена.
У серпні того ж року брав участь у придушенні заворушень в Палермо, за що був нагороджений Золотою медаллю «За військову доблесть».
У 1875 році отримав звання капітана I рангу, з 1876 року командував броненосцем «Палестро», з 1882 року - броненосцем «Енріко Дандоло». З 1885 року командував Арсеналом Венеції, згодом - Арсеналом Неаполя. У 1891 році отримав звання віцеадмірала.
Помер у Неаполі 10 липня 1901 року.

## Нагороди
- Кавалер Савойського військового ордена
- Офіцер Савойського військового ордена
- Золота медаль «За військову доблесть»
- Бронзова медаль «За цивільну службу»